# منطقه ۱۳ شهرداری اصفهان

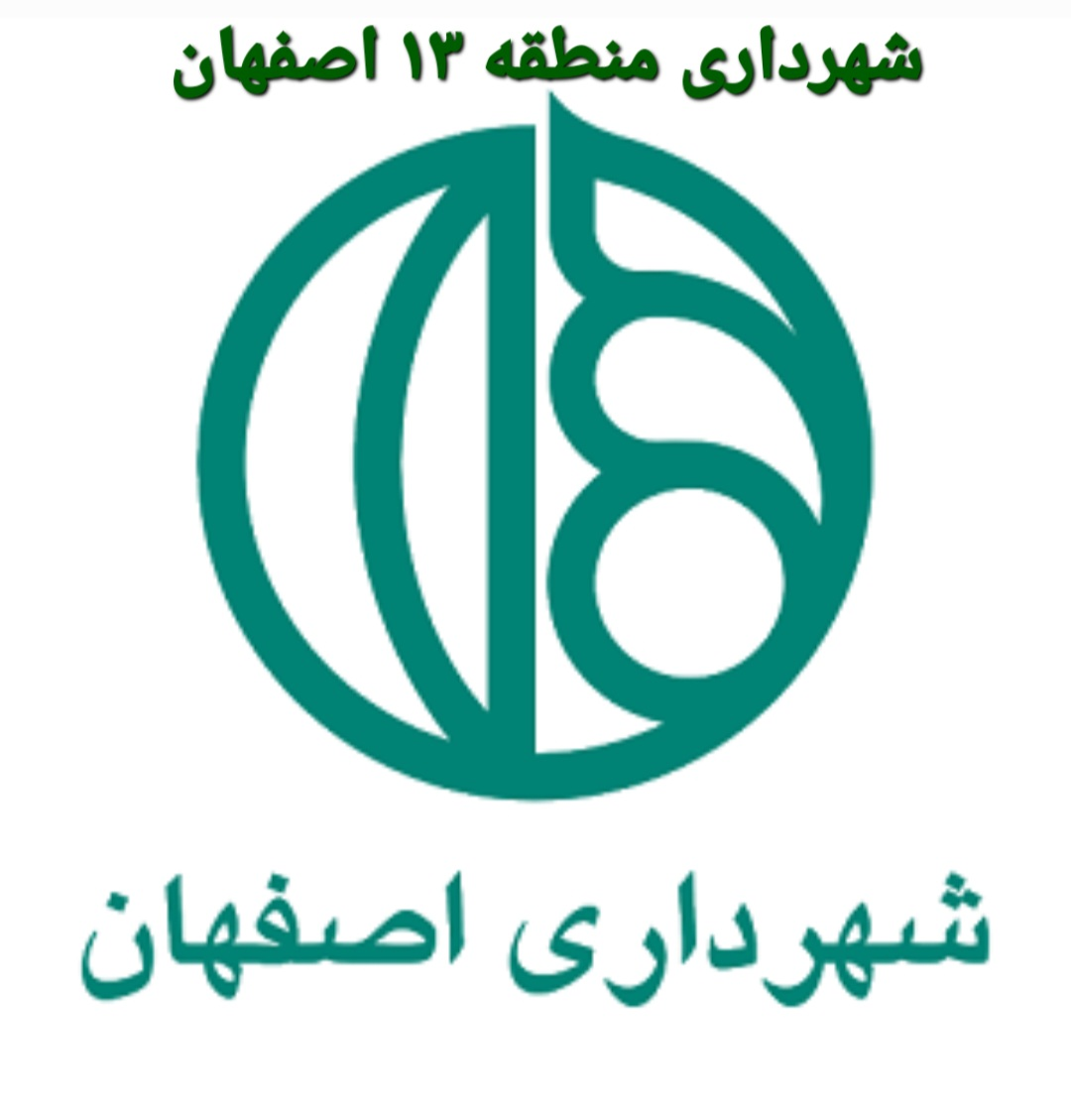
نشانواره شهرداری منطقه ۱۳

منطقه ۱۳ شهرداری اصفهان یکی از مناطق شهری اصفهان است. این منطقه  از سمت غرب به شهر ابریشم و از سمت جنوب در امتداد کوه صفه و از سمت شرق به منطقه ۵ شهرداری اصفهان و از سمت شمال به رودخانه زاینده رود و پارک جنگلی ناژوان منتهی می‌شود.

## اسامی محله‌های منطقه ۱۳
- کوی امیریه
- کوی ولیعصر
- کوی گلزار
- کوی شفق
- کوی گلها
- کوی پردیس
- باغ فردوس
- دستگرد
- قائمیه